# Pin Cushion
Pin Cushion ist ein britisches Filmdrama von Deborah Haywood aus dem Jahr 2017.

## Handlung
Mutter Lyn und Tochter Iona sind nach Midlands gezogen, um ein neues Leben zu beginnen. Lyn leidet unter ihrem Buckel und auch Iona hat ihre Probleme mit sozialen Kontakten. Die beiden sind nicht nur Mutter und Tochter, sondern auch beste Freundinnen. Der Neubeginn gestaltet sich jedoch schwer. Beide lügen sich gegenseitig vor, wie gut es läuft. Iona beginnt langsam sich von ihrer Mutter zu lösen, besteht auf einem eigenen Zimmer und erbittet sich schminken zu dürfen. Iona findet einen Freund und auch Anschluss an eine Mädchenclique um Keeley, die jedoch ihre Freundschaft ausnutzen, um sie zu demütigen. Lyn wird von ihren Nachbarn verspottet und ausgenutzt. So leiht eine ihrer Nachbarinnen eine Leiter von ihr und gibt sie nicht zurück. Verzweifelt versucht sich Lyn sogar ihren Buckel abzusägen, was Iona zu verhindern weiß.
Der Höhepunkt des Mobbings von Iona ist eine Party bei ihr zu Hause, als ihre Mutter vorgibt, ein Date zu haben. Keeley, Stace und Chelsea laden zwei Jungs ein. Sie füllen Iona ab und spielen ein Stripspiel, bei dem Iona am Ende nackt dasteht. Außerdem tötet einer der Jungs versehentlich den Kanarienvogel. Nur Chelsea verlässt die Party vorzeitig. Am nächsten Tag verschicken Keeley und Stacie die Nacktfotos von Iona an die ganze Schule. Zudem spannt Keeley ihr den Freund Daz aus, den sie ihr vorher madig machte. Lyn flüchtet sich in Alkoholismus und bietet ihren Körper für etwas Aufmerksamkeit an. Lyn wird bei einem Gemeindetreffen gedemütigt und soll an einem psychologischen Seminar teilnehmen. Doch auch dort wird sie gedemütigt. Zuletzt geht sie zu einem selbst ernannten Wahrsager, der eine Geschichte über einen erhängten Schüler erzählt, der gemobbt wurde. Ihm würde es jetzt, im Gegensatz zu seinen Peinigern im Himmel gut gehen. Seine Peiniger wären zu Schuldgefühlen verurteilt. Lyn sagte er, er würde bei ihr eine weiße Katze sehen, um die sie sich kümmern sollte.
Als Daz Iona völlig alkoholisiert an ihrem alten Treffpunkt findet, bringt er sie nach Hause. Dabei wird er jedoch von Keeley beobachtet. Diese meldet sich bei Iona und lockt sie zum See, wo sie ihr zusammen mit Stacie Verbrennungen zufügt. Ein Junge aus der Nachbarschaft ruft Lyn zu Hilfe und Iona wird im Anschluss im Krankenhaus behandelt. Lyn lockt Stacie und Keeley in ihre Wohnung, wo sie sich mit den Worten „Daran werdet ihr noch lange denken!“ vor ihren Augen erhängt.
Am Ende kommt Iona in der Familie von Chelsea unter, die sich von ihren ehemaligen Freundinnen lossagte. Als sie im Bett liegt springt eine weiße Katze auf sie.

## Hintergrund
Der Name des Films basiert auf der britischen Redewendung „She takes more pricks than a pin cushion“ (dt. etwa „Sie verträgt mehr Stiche als ein Nadelkissen“), der sich an promiskuitive Frauen richtet. Der Film basiert auf eigenen Mobbingerfahrungen der Regisseurin und Drehbuchautorin Deborah Haywood, wobei der Film jedoch nicht autobiografisch ist. Er wurde sogar in Swadlincote in South Derbyshire gedreht, wo sie aufgewachsen ist, und in der gleichen Schule, in der sie Erfahrungen mit Mobbing und Cyberbullying machte. In einem Interview beschrieb sie diesen Schritt als erlösend, um mit ihren Erfahrungen abschließen zu können.
Der Film wurde von Creative England und Net.Work produziert und erhielt Filmförderung über den BFI Film Fund und Maggie Moneiths Dignity Films. International wird der Film von Stray Dogs vermarktet.
Der Film ist sichtlich von Teeniefilmen der 1970er bis 1990er Jahre beeinflusst, insbesondere von Carrie – Des Satans jüngste Tochter (1976), Sweetie (1989) von Jane Campion, Mean Girls – Der Girls Club (2004) und Heavenly Creatures (1994) und enthält in den Traumsequenzen Anleihen an den Gothic Horror und den Märchenfilm.

## Veröffentlichung
Der Film hatte seine Premiere auf dem Glasgow Film Festival 2017 sowie in der Venice Critics Week und war Eröffnungsfilm des International Film Festival Rotterdam 2018. 2018 erhielt er in Großbritannien einen Kinostart.

## Synchronisation
Die deutsche Synchronbearbeitung entstand 2017 unter der Dialogregie von Sascha Kaufmann bei aaron film in Nürnberg.
| Darsteller       | Rolle           | Synchronsprecher     |
| ---------------- | --------------- | -------------------- |
| Chanel Cresswell | Belinda         | Sarina Schönherr     |
| Nadine Coyle     | Flugbegleiterin | Sarina Schönherr     |
| Bethany Antonia  | Chelsea         | Stephanie Preis      |
| Loris Scarpa     | Daz             | Jan Langer           |
| Charlie Frances  | Dwayne          | Carsten Striepe      |
| Lily Newmark     | Iona            | Lara Schmidt         |
| Sacha Cordy-Nice | Keeley          | Constanze Buttermann |

## Rezeption
Der Film wurde im Allgemeinen als sehr gut bewertet. Auf Rotten Tomatoes hat er einen Score von 90 % auf der Basis von 40 Reviews und einen Zuschauerzuspruch von 71 %.
Katrin Doerksen schrieb auf Kino-Zeit: „Es ist nur folgerichtig, dass all das stille Leiden, die stummen Tränen und gesenkten Blicke in Pin Cushion irgendwann in Aktion, in Wut umschlagen müssen. Der Weg dahin ist holprig, uneben, nicht immer ist das Verhalten der Figuren nachzuvollziehen. Aber Deborah Haywood hat schließlich auch keinen sozialrealistischen Film über Mobbing gedreht, sondern die Märchenversion. Trotz der Bitterkeit ihrer Geschichte scheint darin auch immer wieder Hoffnung durch, die pure Freude an der Weiblichkeit.“
Stefan Stiletto schrieb auf Kinofilmwelt: „Pin Cushion ist ein teils ziemlich krasses, verstörendes Drama über das schwierige Verhältnis einer Tochter zu ihrer Mutter, über das Alleinsein, die Ausbruchsversuche und das Anderssein. Ein Film, der – darauf deutet schon der englische Titel („Nadelkissen“) hin – zwei unvereinbare Dinge in sich trägt: Das Weiche und das Verletzende.“